# Steganthera salomonensis
Steganthera salomonensis är en tvåhjärtbladig växtart som först beskrevs av William Botting Hemsley, och fick sitt nu gällande namn av W.R. Philipson. Steganthera salomonensis ingår i släktet Steganthera och familjen Monimiaceae. Inga underarter finns listade i Catalogue of Life.